# Danica Krstajić
Danica Krstajić (ur. 1 marca 1987) – czarnogórska tenisistka, reprezentantka kraju w Pucharze Federacji.
Zadebiutowała w sierpniu 2003 roku jako szesnastolatka na turnieju ITF w Rebecq. Wygrała tam cztery mecze w kwalifikacjach, a w turnieju głównym doszła do finału. W maju 2004 roku zagrała w Warszawie, gdzie po wygraniu kwalifikacji wygrała cały turniej. W sumie wygrała sześć turniejów w grze pojedynczej i sześć w grze podwójnej rangi ITF.
Od 2005 roku startowała wielokrotnie w kwalifikacjach do turniejów cyklu WTA Tour, ale nigdy nie udało się jej awansować do turnieju głównego.
W 2006 roku zadebiutowała w rozgrywkach Pucharu Federacji.

## Wygrane turnieje rangi ITF
| turnieje z pulą nagród 100 000 $ |
| turnieje z pulą nagród 75 000 $  |
| turnieje z pulą nagród 50 000 $  |
| turnieje z pulą nagród 25 000 $  |
| turnieje z pulą nagród 15 000 $  |
| turnieje z pulą nagród 10 000 $  |

### Gra pojedyncza
|    | Data       | Turniej     | ($)    | Naw.     | Finalistka       | Wynik            |
| 1. | 09/05/2004 | Warszawa    | 10 000 | ziemna   | Tereza Veverkova | 0:6, 7:5, 6:2    |
| 2. | 19/06/2005 | Lenzerheide | 10 000 | ziemna   | Karin Knapp      | 6:2, 7:5         |
| 3. | 24/07/2005 | Düsseldorf  | 10 000 | ziemna   | Franziska Etzel  | 6:2, 7:6(4)      |
| 4. | 10/09/2006 | Düsseldorf  | 10 000 | ziemna   | Imke Kusgen      | 6:0, 1:6, 6:2    |
| 5. | 04/03/2007 | Buchen      | 10 000 | dywanowa | Nikola Fraňková  | 6:3, 3:6, 7:6(4) |
| 6. | 13/09/2007 | Sofia       | 25 000 | ziemna   | Magda Mihalache  | 3:6, 6:2, 6:2    |